# Jakob Pachernigg
Jakob Pachernigg (* 8. Juni 1811 in Längdorf; † 15. Mai 1887 in Frög) war ein österreichischer Grundbesitzer und Politiker.

## Leben
Pachernigg war der Sohn des Landwirts Gregor Pachernigg und dessen Ehefrau Maria geborene Lampretisch. Er war römisch-katholischer Konfession und heiratete am 16. November 1835 Theresia Meßner (* 11. Januar 1811; † 1. Januar 1894). Aus der Ehe gingen drei Söhne und drei Töchter hervor.
Pachernigg war Landwirt und Besitzer der Lampretitz- sowie der Postrainigghube in Frög. Vom 20. Juli 1848 bis zum 4. März 1849 war er Abgeordneter im Provisorischen Kärntner Landtag.